# Jean Dujardin
Jean Dujardin (Rueil-Malmaison, 19 de juny de 1972) és un actor francès que es va fer molt popular sobretot per guanyar l'Òscar, el 2012, per la pel·lícula "The Artist" i pel seu paper protagonista masculí a la sèrie de televisió francesa Un gars, une fille, a la qual compartia protagonisme amb la seva dona a la vida real. Després ha treballat també al cinema, amb pel·lícules com Els Dalton i Lucky Luke, a les quals fa de Lucky Luke i també intervé la seva dona; Brice, the Nice; 13,99 euros (en francès, 99 francs) basat en el llibre homònim de Frédéric Beigbeder; o OSS 117: Le Caire, nid d'espions.

## Televisió
- 1997-1998: Farce attaque
- 1999-2003: Un gars, une fille (en català, Un nano, una noia)
- 2007: Palizzi

## Pel·lícules
- 2003: Toutes les filles sont folles
- 2003: Bienvenue chez les Rozes
- 2003: Les clefs de bagnole
- 2004: Le convoyeur
- 2004: Mariages
- 2004: Les Dalton
- 2005: No juris mai res (Il ne faut jurer de rien !)
- 2005: La Vie de Michel Muller est plus belle que la vôtre
- 2005: Brice de Nice
- 2006: OSS 117: El Caire, niu d'espies (OSS 117: Le Caire, nid d'espions)
- 2007: Hellphone
- 2007: Contre-enquête
- 2007: 99 francs
- 2009: Un homme et son chien
- 2009: OSS 117: Rio ne répond plus
- 2009: Lucky Luke
- 2010: Petites mentides sense importància (Les petits mouchoirs)
- 2010: Le bruit des glaçons
- 2011: The Artist
- 2012: Les Infidèles
- 2013: Möbius
- 2013: The Wolf of Wall Street
- 2013: 9 mois fermé
- 2014: The Monuments Men
- 2014: Connexió Marsella (La French)
- 2015: Un plus une
- 2016: Un home d'altura
- 2017 Chacun sa vie
- 2018 Le retour du Héros
- 2019 L'oficial i l'espia (J'accuse)
- 2020 Effacer l'historique
- 2021 OSS 117: Des d'Àfrica amb amor (OSS 117 : Alerte rouge en Afrique noire)
- 2022 Novembre
- 2023 Sur les chemins noirs

## Premis i nominacions

### Premis
- 2012. Oscar al millor actor per The Artist
- 2012. Globus d'Or al millor actor musical o còmic per The Artist
- 2012. BAFTA al millor actor per The Artist
- 2012. Premi a la interpretació masculina (Festival de Canes) per The Artist

### Nominacions
- 2007. César al millor actor per OSS 117: Le Caire, nid d'espions
- 2012. César al millor actor per The Artist